# Neoárabe

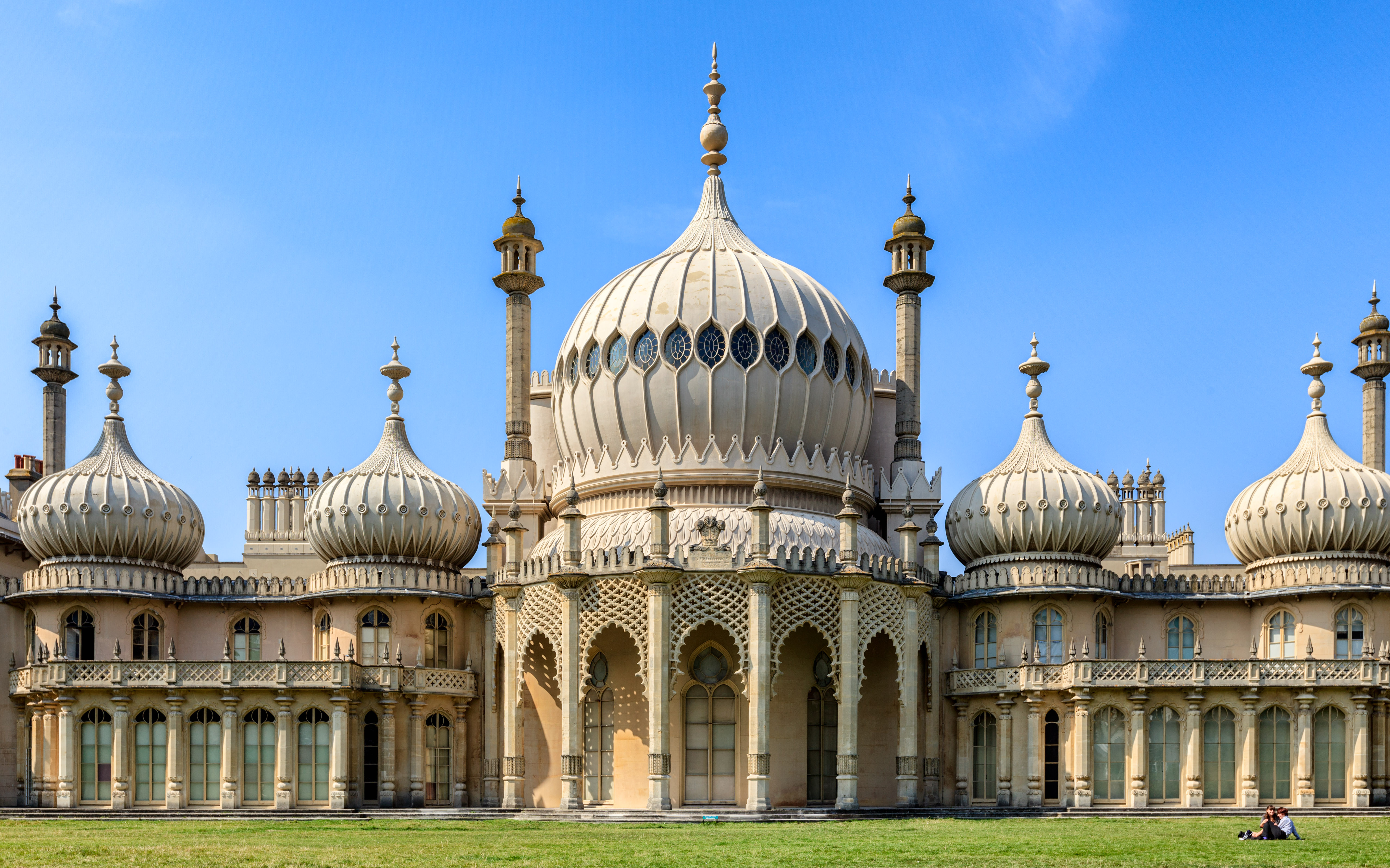
Royal Pavilion (1815-22) en Brighton, Inglaterra.

El estilo neoárabe, también llamado neomorisco, neomusulmán o neoislámico, fue un estilo artístico historicista y romántico surgido en la Europa del siglo XIX, que buscaba imitar y recrear el arte islámico antiguo. 
Fue un reflejo de la fascinación por lo exótico de la cultura y del arte de los países de Oriente (fenómeno conocido como orientalismo) que se extendió por Europa especialmente a partir de finales del siglo XVIII. Entre las fuentes de inspiración utilizadas se incluye el arte del Imperio otomano, del Norte de África y Andalucía, de Oriente Medio y del Imperio Mogol de la India.
El neoislámico fue particularmente utilizado en la arquitectura, siendo por ello considerado parte de la arquitectura historicista. Muchas veces se mezcló con otros estilos, dando origen a edificaciones eclécticas. Edificaciones antiguas que servirían de modelos para proyectos "neo" incluyen mausoleos mogoles como el Taj Mahal en la India y palacios como la Alhambra de Granada, en Andalucía, España.
Algunas de las primeras manifestaciones del estilo fueron realizadas por arquitectos ingleses. Entre 1815 y 1822, el arquitecto John Nash rediseñó el Pabellón Real de Brighton, en Inglaterra, en un estilo exótico que imita a la arquitectura india de influencia mogola, incluyendo cúpulas de cebolla y minaretes. Un poco más tarde, entre 1830 y 1848, el arquitecto Edward Blore construyó el Palacio Vorontsov, en Alupka, Ucrania, en estilo islámico influenciado por los mausoleos de Asia Central como residencia para un príncipe local. Siguiendo el gusto orientalista de moda en el siglo XIX, los estilos neo-islámicos se esparcirían después por otros países europeos y de América. En España y Portugal esta corriente daría lugar al neomudéjar.

## Galería

### Europa

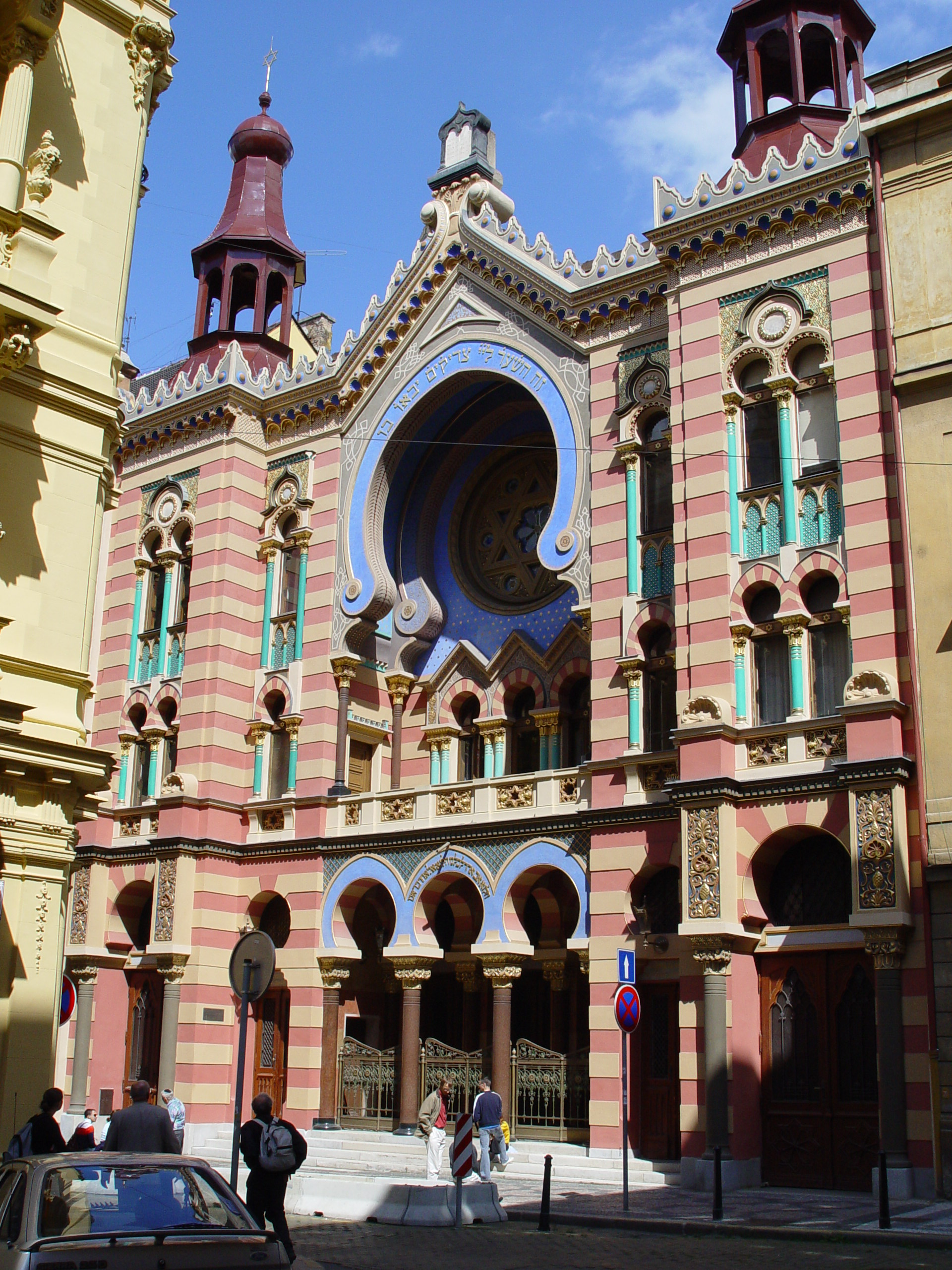
Sinagoga de Jerusalén (c.1874), Praga, República Checa.
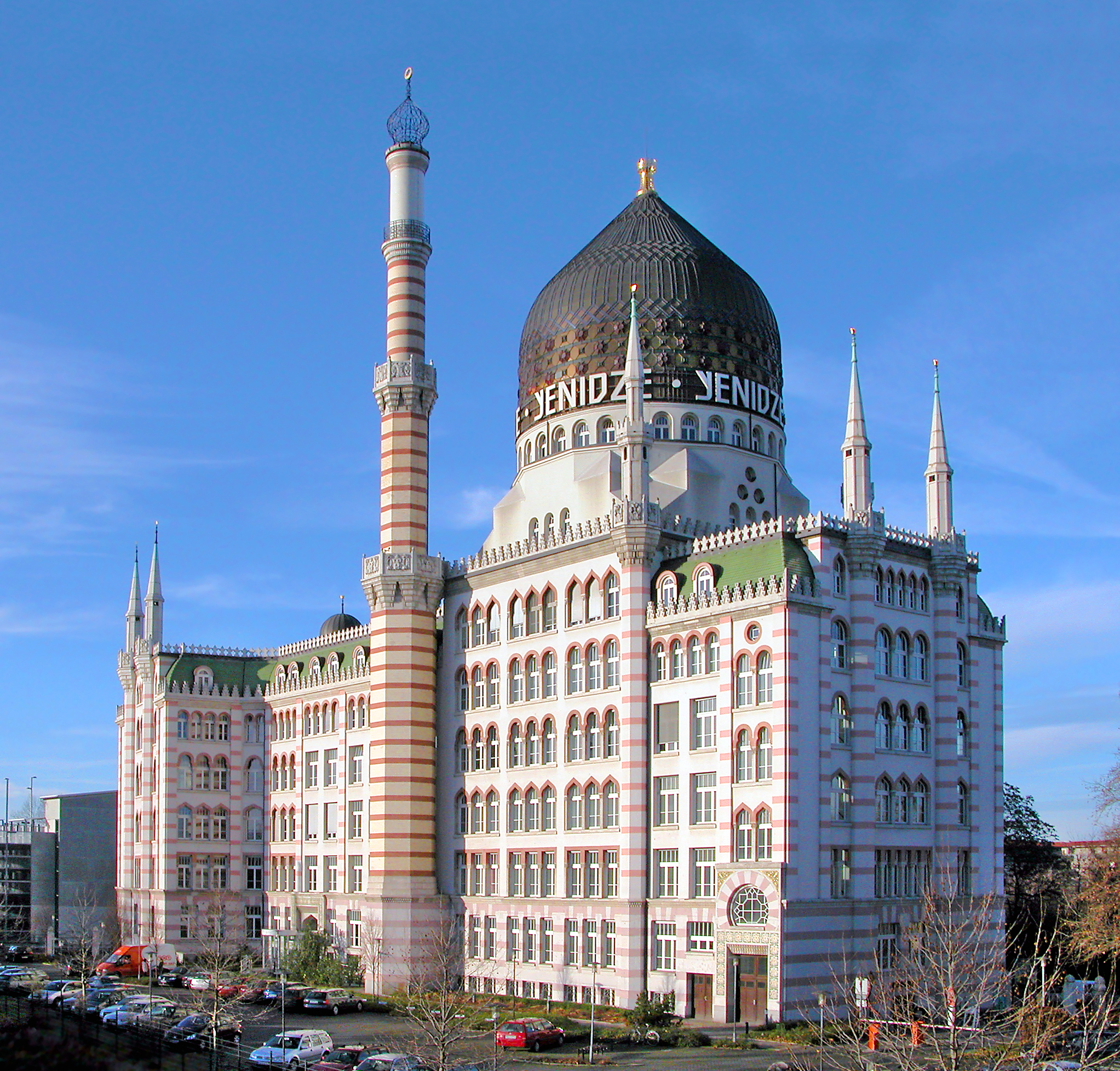
Yenidze, antigua fábrica de tabaco en Dresde, Alemania
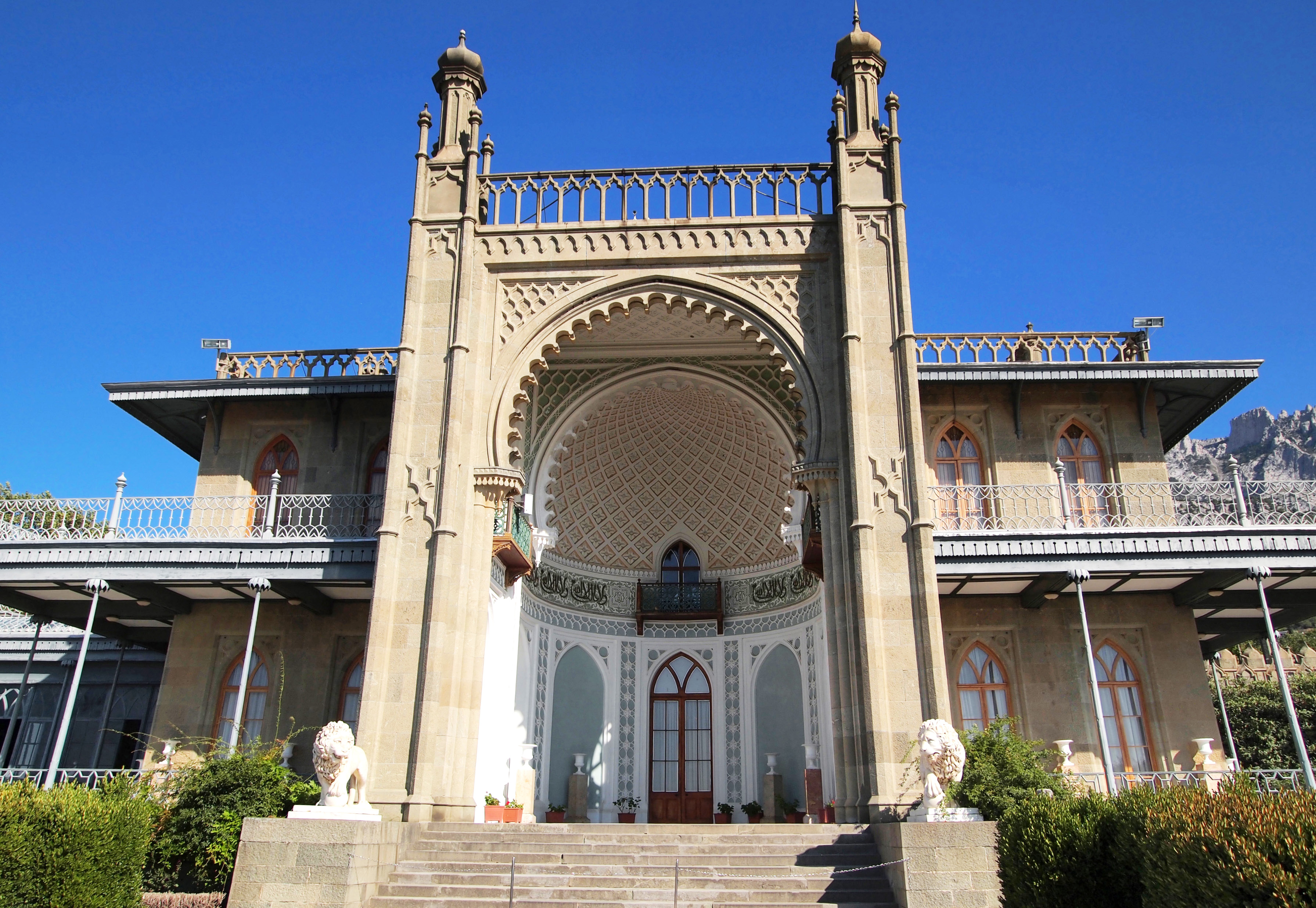
Palacio Vorontsovski (Crimea, Ucrania), construido entre 1830 y 1848 por el inglés Edward Blore
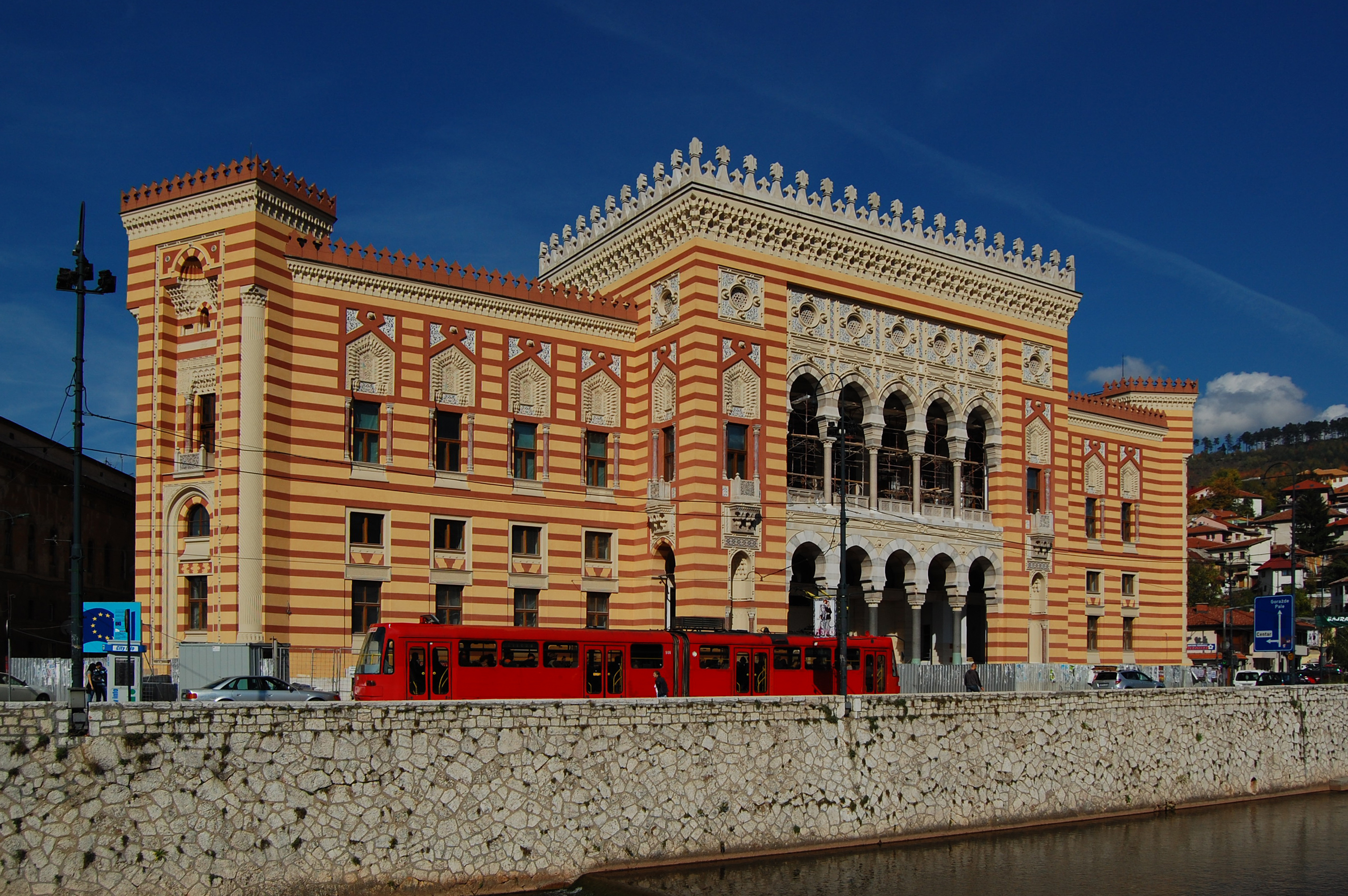
Vijećnica, Sarajevo, Bosnia y Herzegovina.
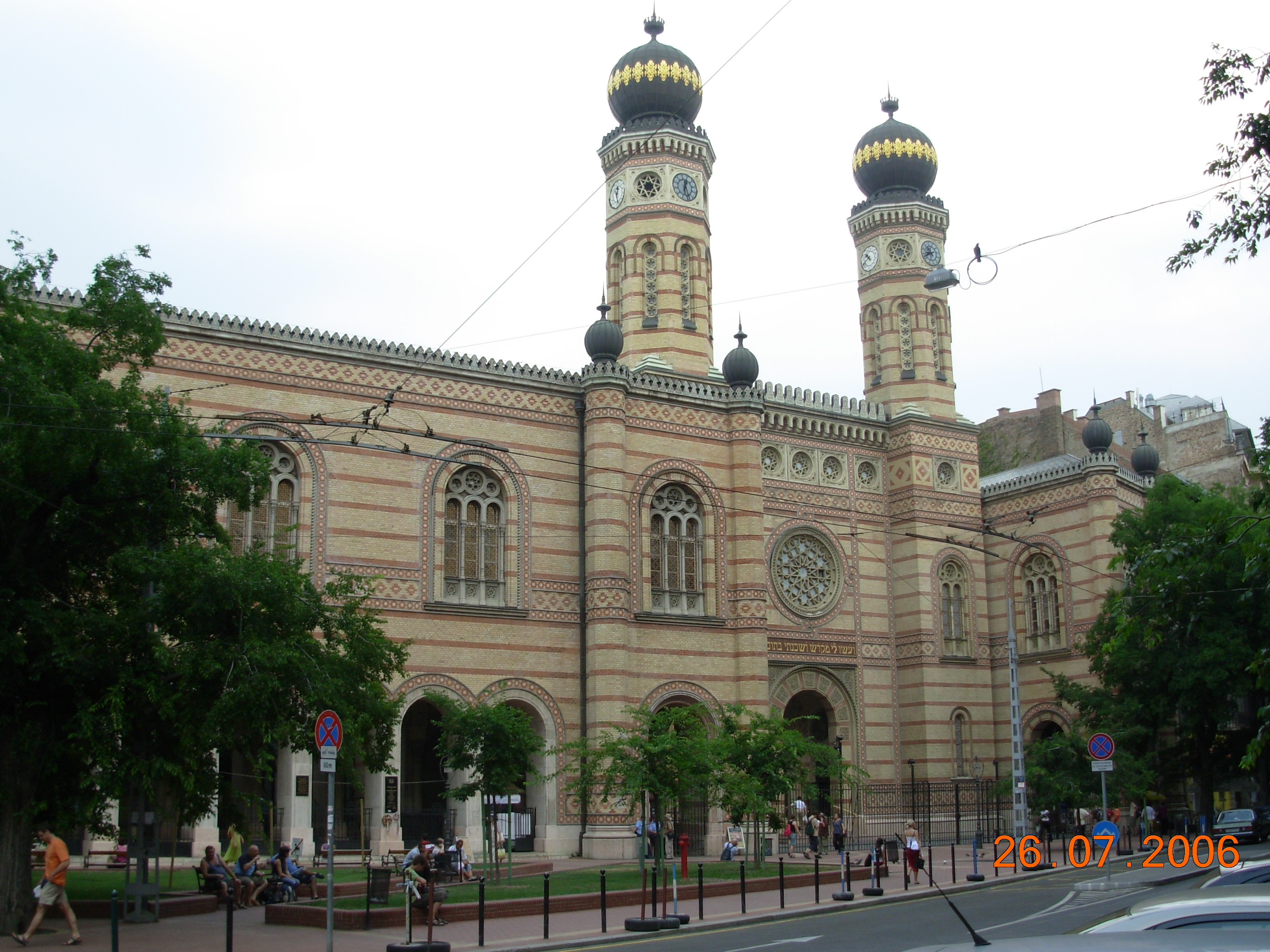
Sinagoga de Dohány en Budapest, 1854-1859.
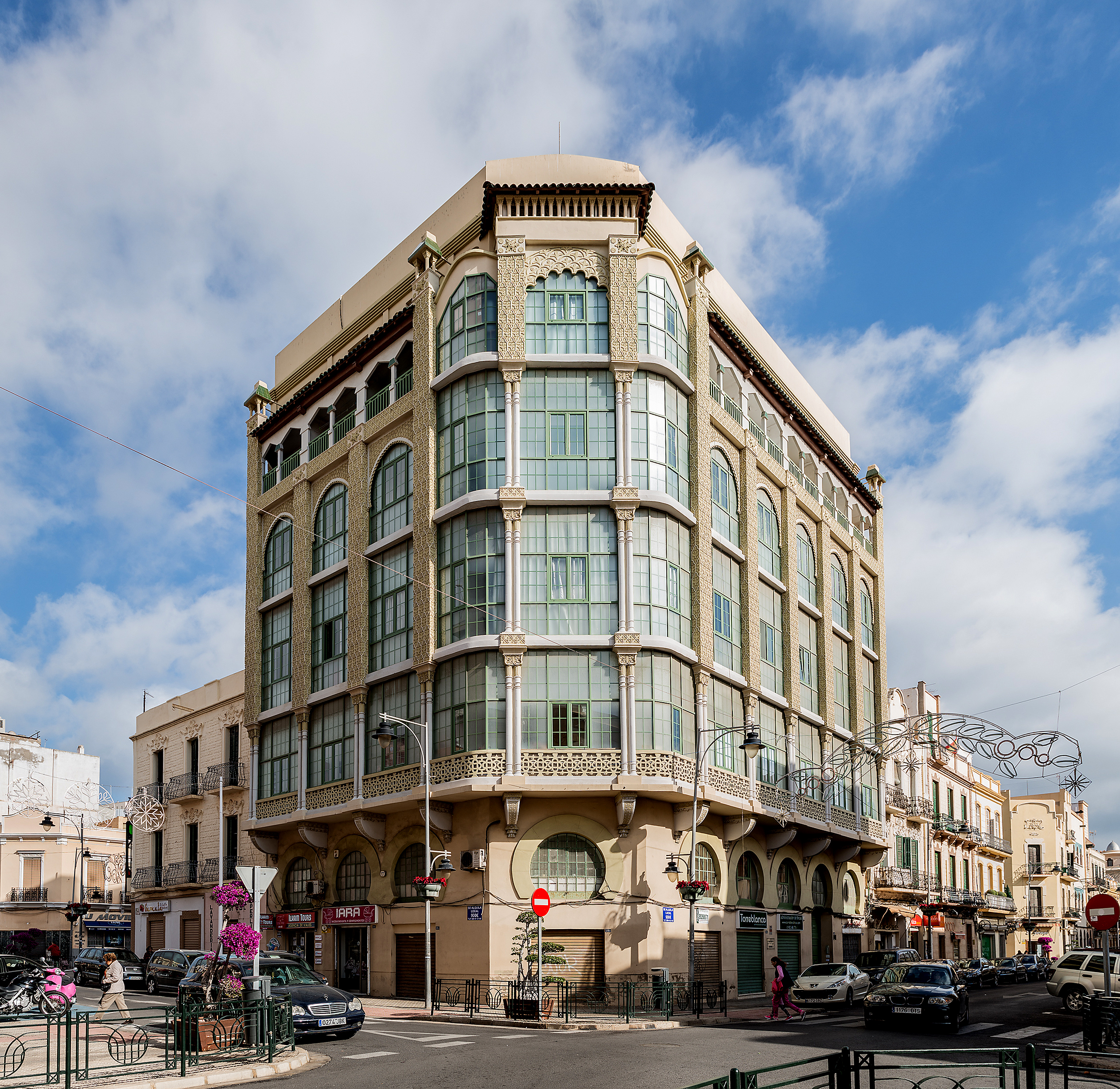
Casa de los Cristales en Melilla, 1926-1927.

### América del Norte

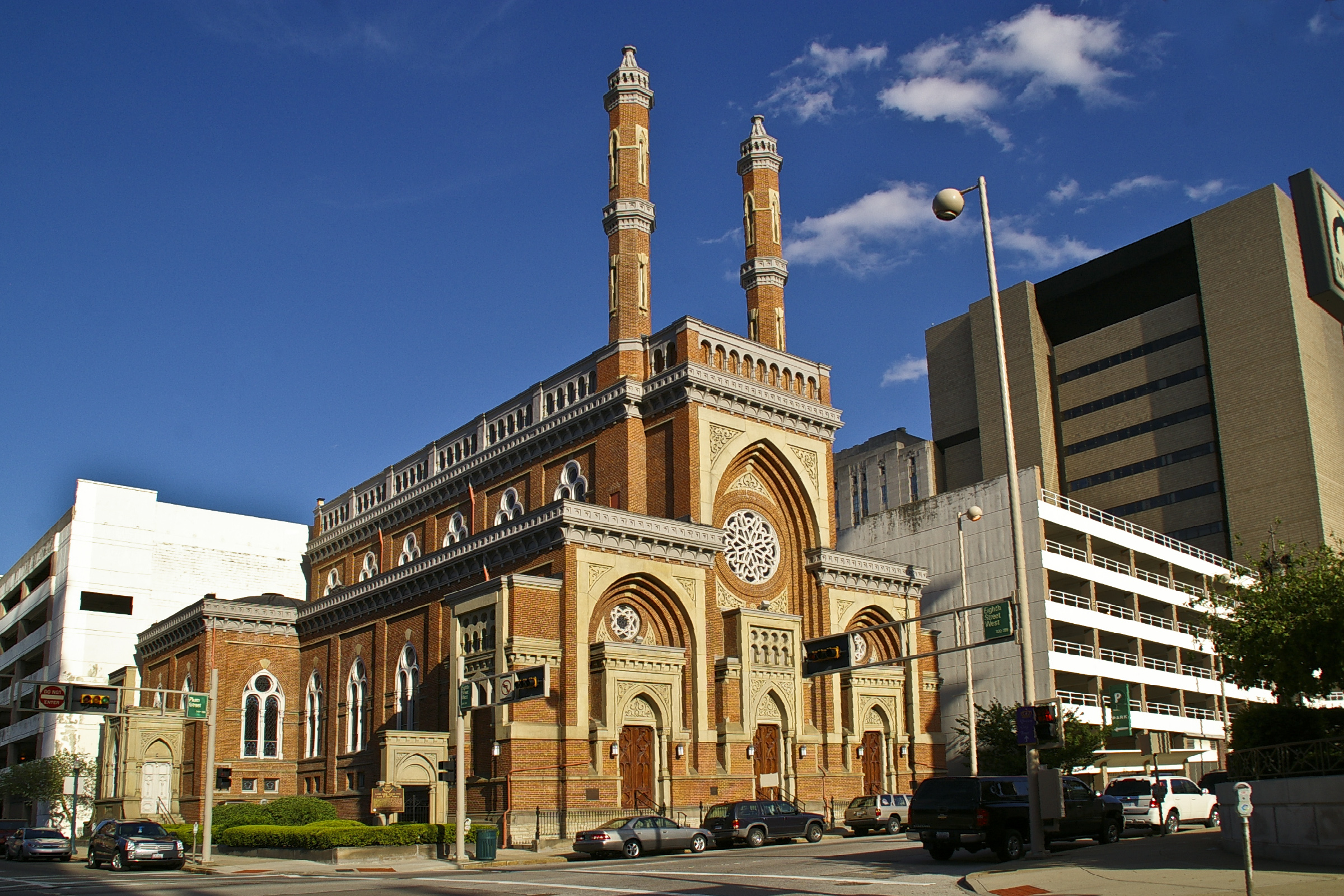
Templo Isaac M. Wise, Cincinnati, EE.UU.
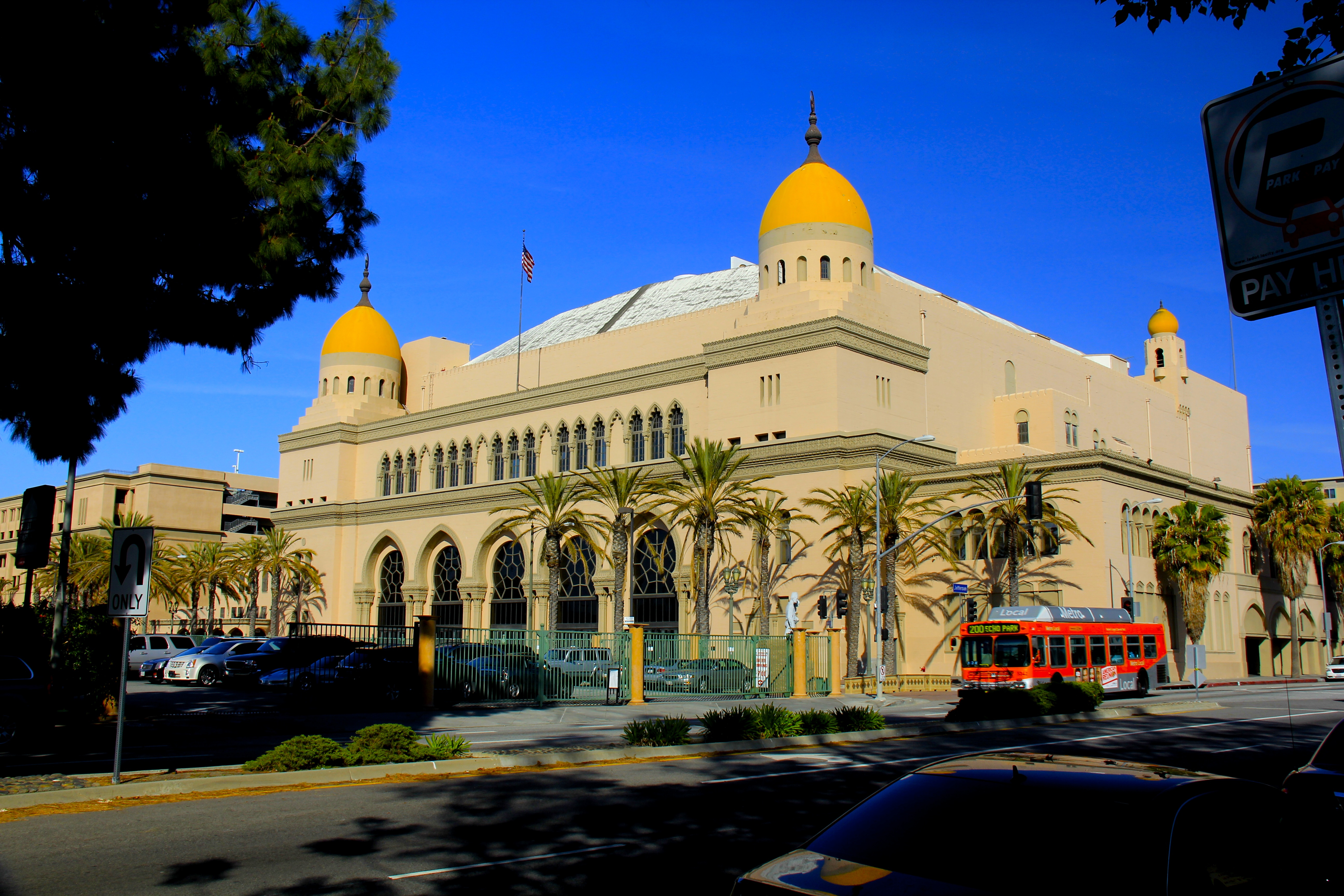
Shrine Auditorium & Expo Hall, Los Ángeles (1925)
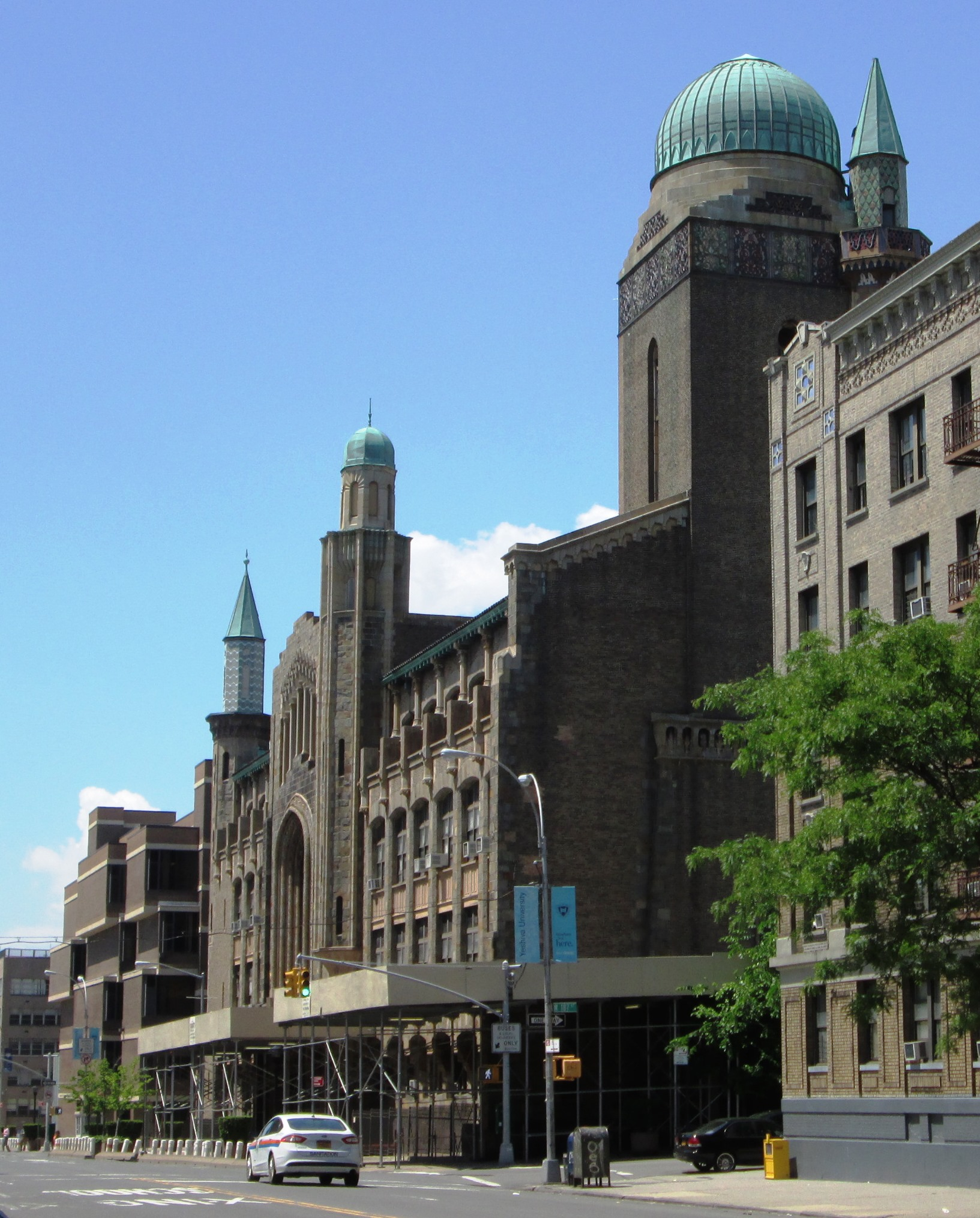
David H. Zysman Hall, Universidad Yeshiva, Nueva York, EE.UU.
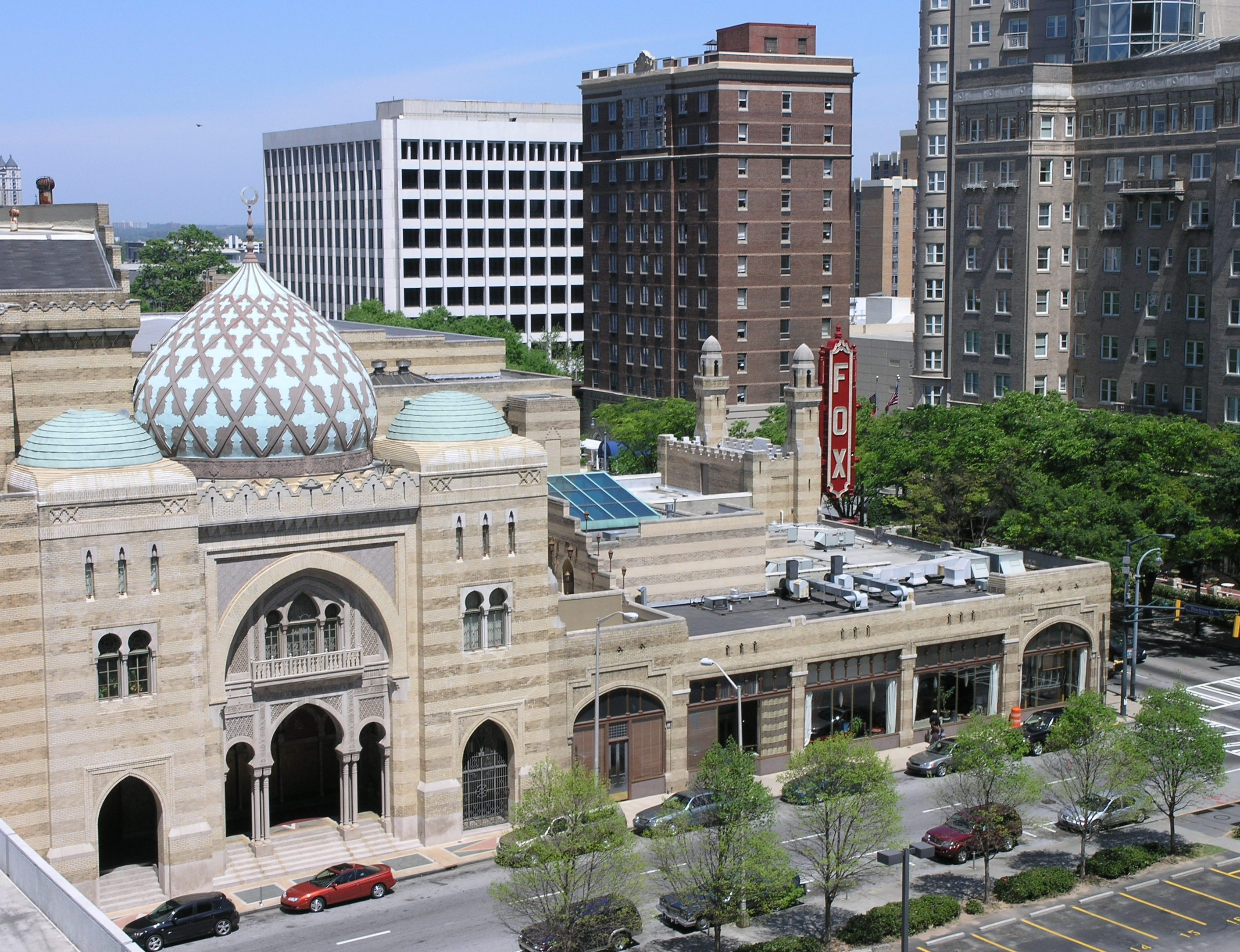
Teatro Fox (c.1929) en Atlanta, EE.UU.
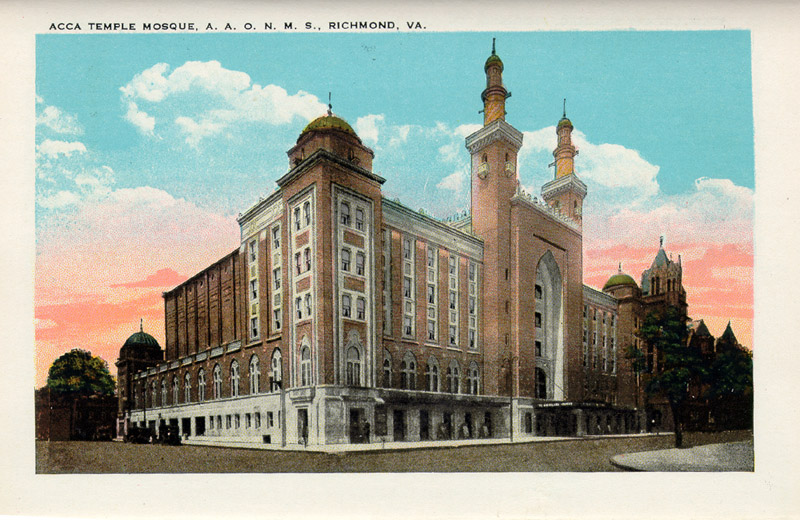
Teatro Altria, Richmond, Virginia (1926-27)

### América Latina

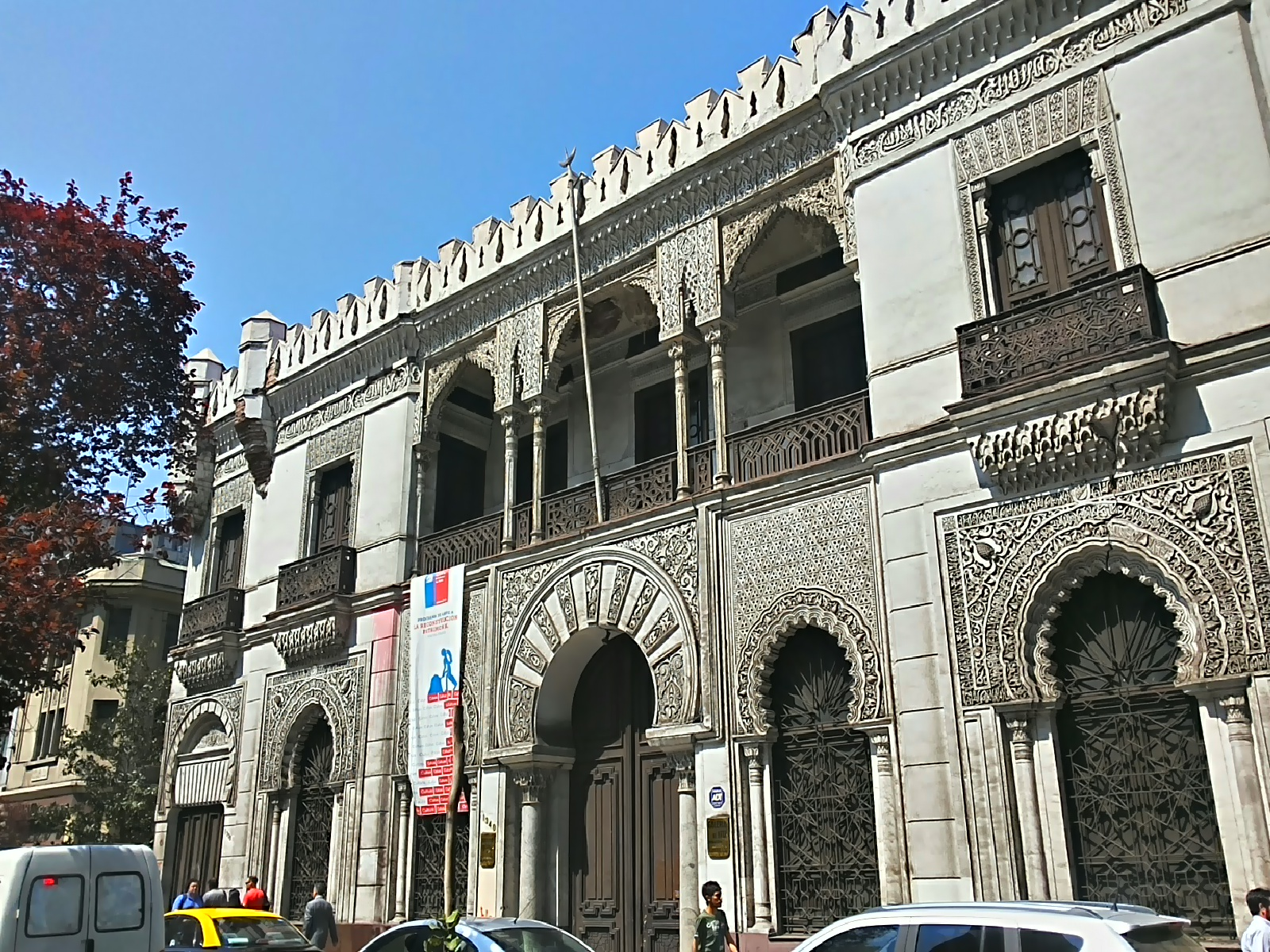
Palacio La Alhambra en Santiago de Chile (1860-62)
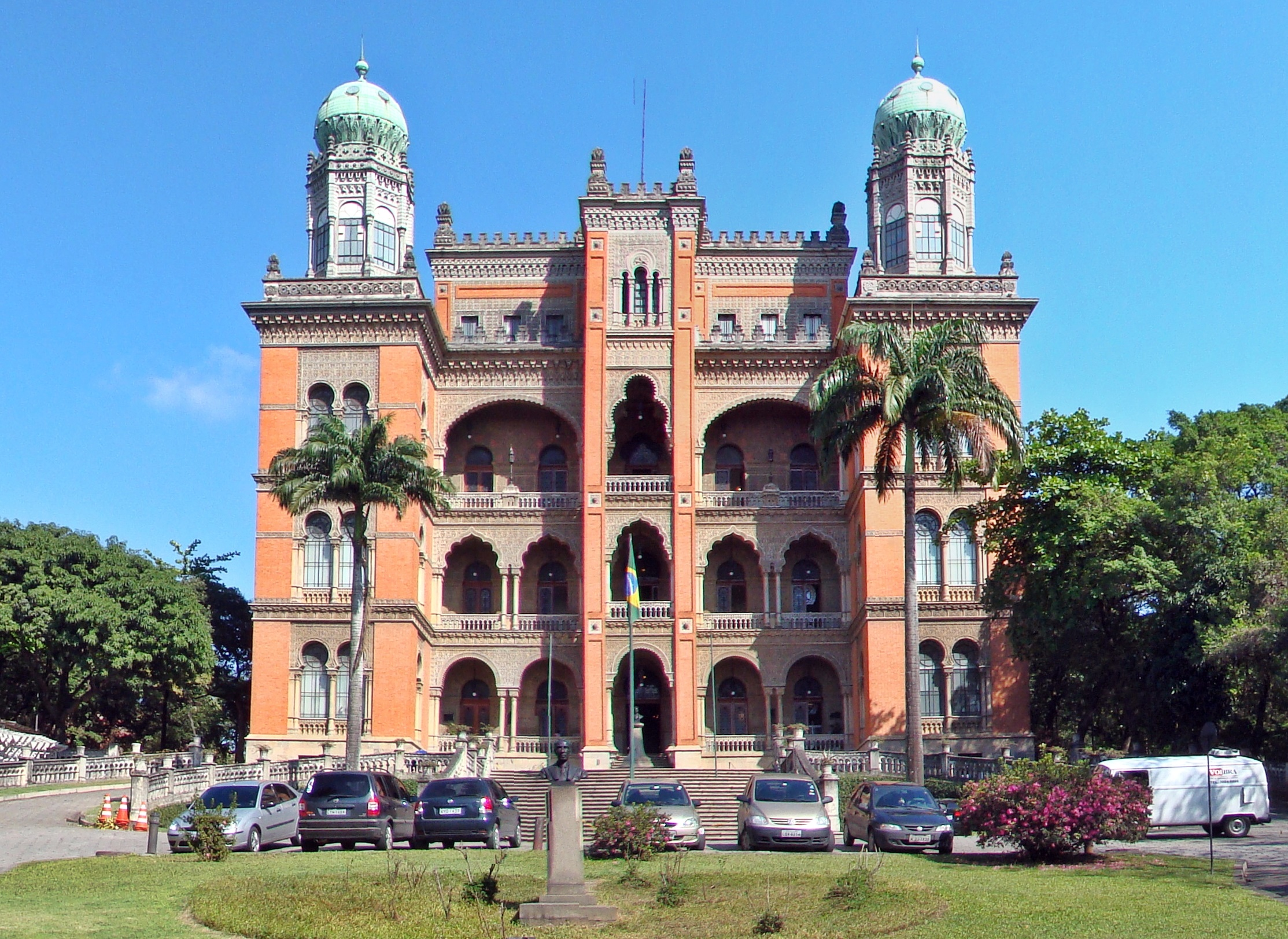
Palacio de Manguinhos en Río de Janeiro (1905-18)
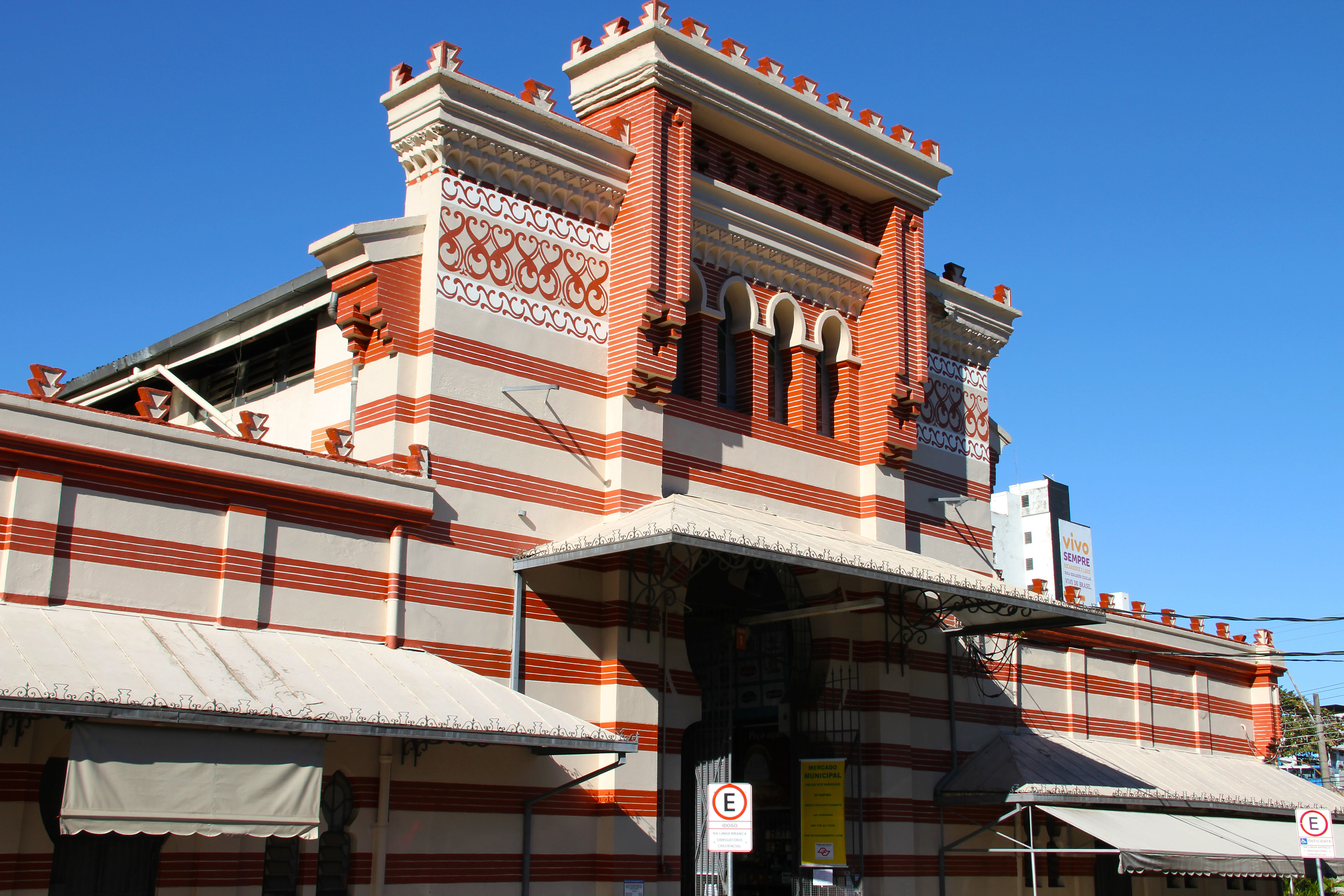
Fachada del Mercado Municipal de Campinas (c.1908), Brasil
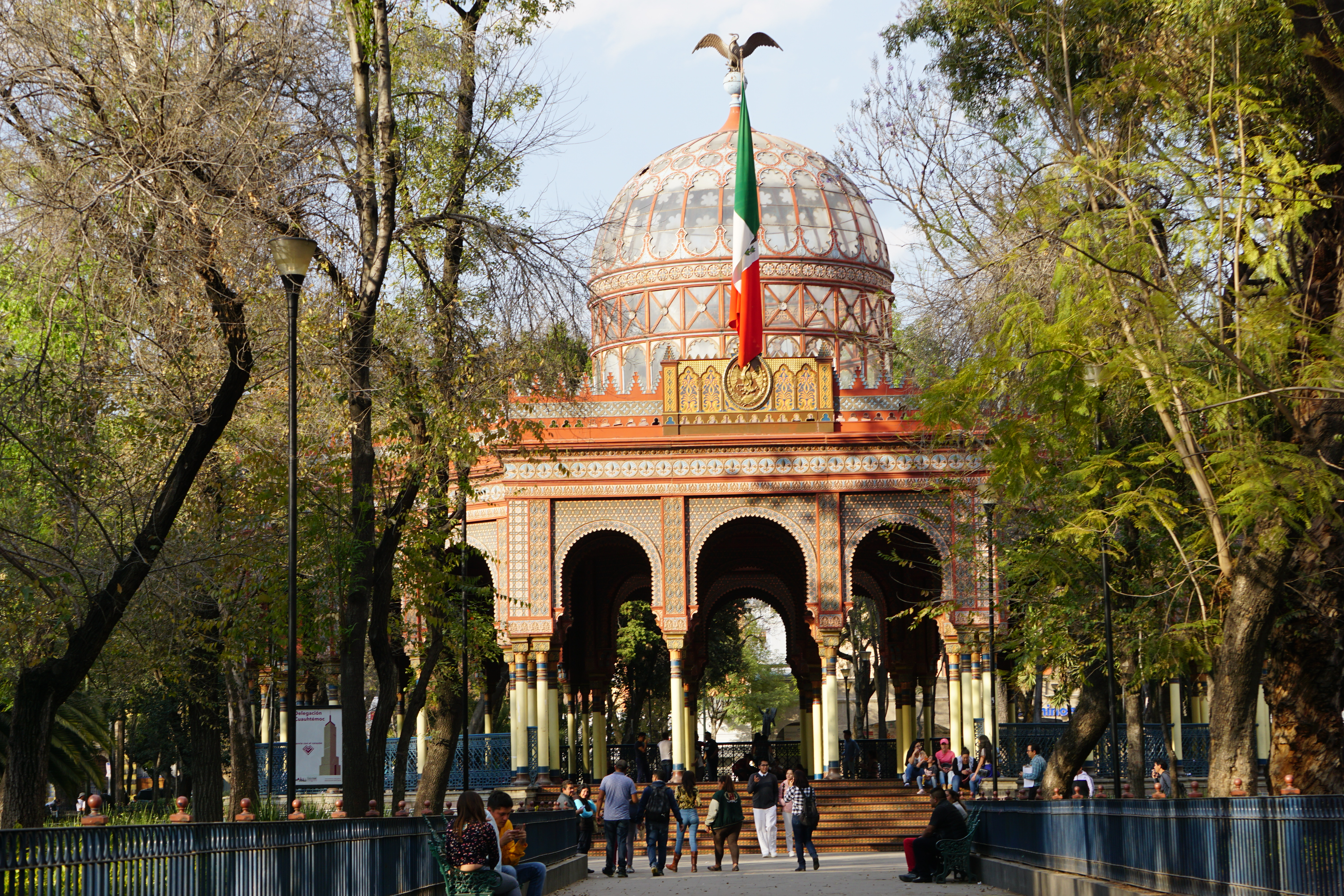
Kiosco Morisco (c.1884) en Santa María la Ribera, Ciudad de México, México
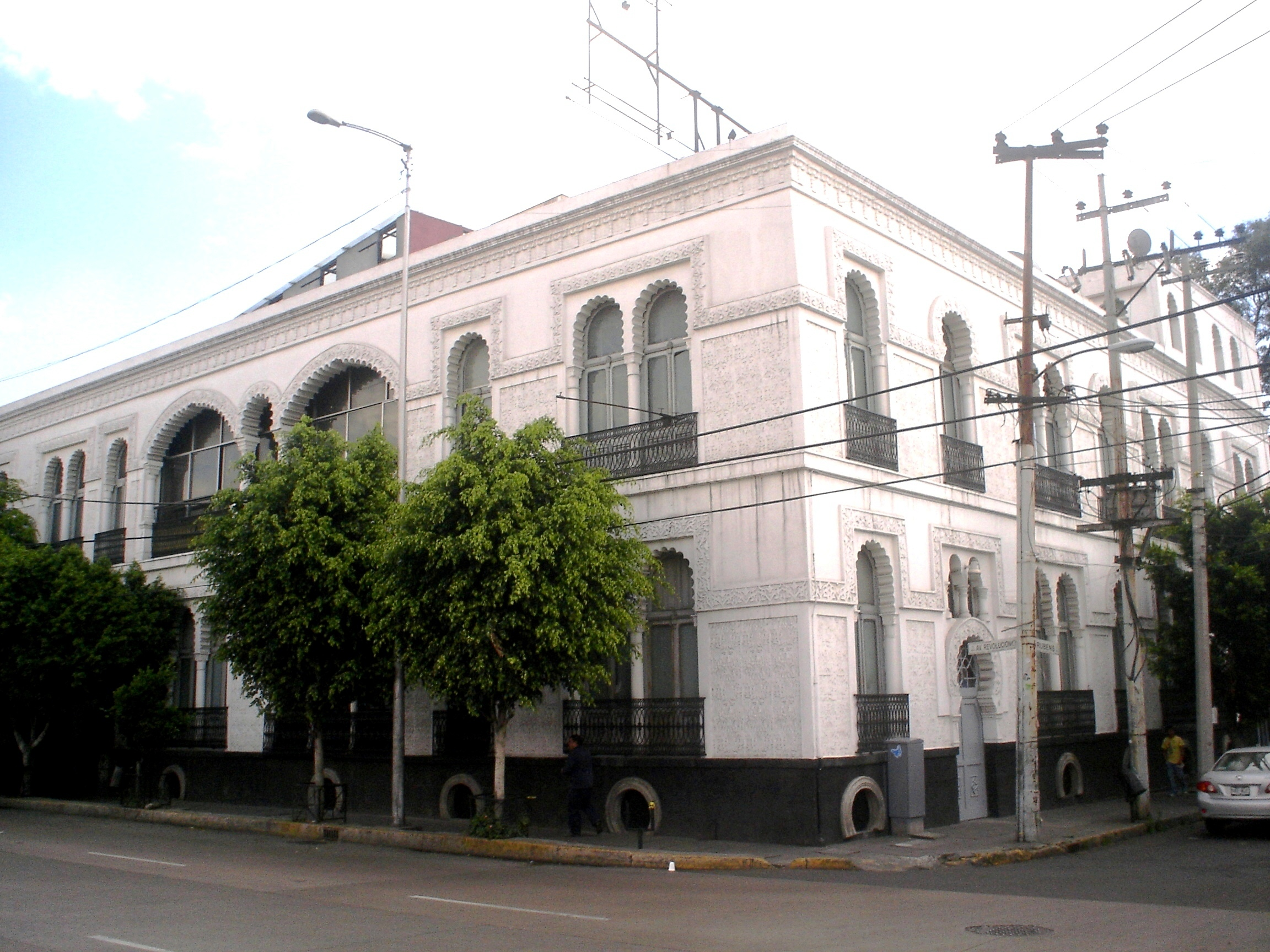
Casa Serralde (1903) en Mixcoac, Ciudad de México, México